# Rio, Livorno
Rio är en kommun i provinsen Livorno i regionen Toscana i Italien. Kommunen hade 3 289 invånare (2018).
Kommunen Rio bildades den 1 januari 2018 genom en sammanslagning av de tidigare kommunerna Rio Marina och Rio nell'Elba.